# Церковь Спаса Всемилостивого (Вяз)
Це́рковь Спаса Всемилостивого («Спасская церковь») — православный храм в селе Вяз Кирово-Чепецкого района Кировской области. Относится к Кирово-Чепецкому благочинию Вятской епархии Русской православной церкви. Памятник градостроительства и архитектуры, объект культурного наследия России федерального значения.
Церковь построена в селе, основанном в 1695 году. В этот же год жителями села от архиепископа Вятского Ионы (Баранова) была получена храмозданная грамота на построение деревянной Спасской церкви. Вторая церковь, также деревянная, была построена в 1764 году, но перевезена в 1779-м на Ахтырское кладбище Вятки. Третья Спасская церковь, каменная, которая сохранилась до настоящего времени, построена в 1773—1777 годах.

## Описание
Храм состоит из четырёх объёмов: алтаря, храма, трапезной и колокольни с одноэтажными палатками и входной группой. Все стены здания, своды, столбы, арки и лицевая кладка выполнены из глиняного кирпича. Декоративное оформление фасадов выполнено в стиле вятских храмов XVIII века. В нём сочетаются элементы барокко и классицизма. Декоративные элементы фасадов сделаны из лекального тёсаного кирпича.
Кандидат архитектуры, доцент ВятГУ Людмила Безверхова отмечала, что храм уникален и необычен для Вятки. Он выполнен в традициях Устюжской школы зодчества. Храм двухэтажный, построен «кораблём». По пропорциям церковь идеальна и построена по классическим канонам: притвор, трапезная, главная часть и алтарь. Входная группа имеет необычное решение — подъём на второй этаж осуществляется по крытой галерее с лестницей и рундуком. Такие выходящие лестницы не характерны для Вятки. Нижний храм тёплый, что всегда было требованием в Вятке. Рядом с ним возводился верхний храм,  сохранившийся в церкви Спаса Всемилостивого до наших дней. После анфилады следует паперть под колокольнями, затем трапезная часть, и потом открывается двухсветный объём главного храма.
Храм представляет собой трёхъярусный четверик с двухчастным делением. Спаренные пилястры на углах и одинарные по центру фасадов создают это деление. Ярусы разделены высокими профилированными карнизами, которые раскрепованы в местах примыкания пилястр. Пилястры опираются на постаменты с филёнками-рамками на первом ярусе и филёнками-картушами на втором. Третий ярус отделан балюстрадой и имеет колонну посередине, акцентированную профилированной бровкой. Углы этого яруса декорированы широкими пилястрами. Широкий карниз повторяет дугообразные выступы по верху стен четверика. Окна обрамлены колонками и бровкой. Подоконное пространство второго яруса дополнено филёнкой-картушем. На северном фасаде нижнего яруса храма расположен дверной проём с циркулярным завершением, декорированный вазоном и бровкой. Храм увенчан сложным многоугольным куполом с двумя световыми восьмериками — большим и малым. Большой восьмерик имеет восемь оконных проёмов, которые декорированы рамными наличниками и акцентированы висячими полуколонками. Завершает восьмерик широкий профилированный карниз с сухариками. Малый восьмерик декорирован аналогично большому и имеет восемь оконных проёмов. Верхний ярус завершается восьмиглавой главкой с крестом.
Алтарь храма имеет пятигранную форму и два этажа. Углы акцентированы пилястрами на постаментах с прямоугольными филёнками-рамками. Стены завершает широкий профилированный карниз. Оконные проёмы декорированы профилированными наличниками, полуколонками, сандриками-бровками и подоконными филёнками-картушами. Трапезная храма двухэтажная. Её декоративное оформление аналогично храмовому четверику. Колокольня храма пятиярусная, её объёмное построение преимущественно восьмериковое. Первый и второй ярусы представляют собой четверик, акцентированный угловыми спаренными пилястрами. Третий, четвёртый и пятый ярусы объединены столпом-восьмериком, акцентированным висячими полуколонками и рамками-картушами. Завершение колокольни — восьмигранный купол с ложными люкарнами и малым световым восьмериком. Входная группа храма включает в себя усложнённый притвор, выполненный в духе устюжских образцов, асимметрично выдвинутое крыльцо, дополненное высокими арочными проёмами с циркульным завершением, и лестницу, ведущую на второй этаж храма и устроенную на арке между притвором и колокольней. Декоративные элементы входной группы включают рамные профилированные наличники, спаренные и одинарные висячие пилястры, профилированные раскрепованные карнизы, прямоугольные филёнки, картуши, заострённые профилированные бровки и профилированные сандрики-бровки.

## История

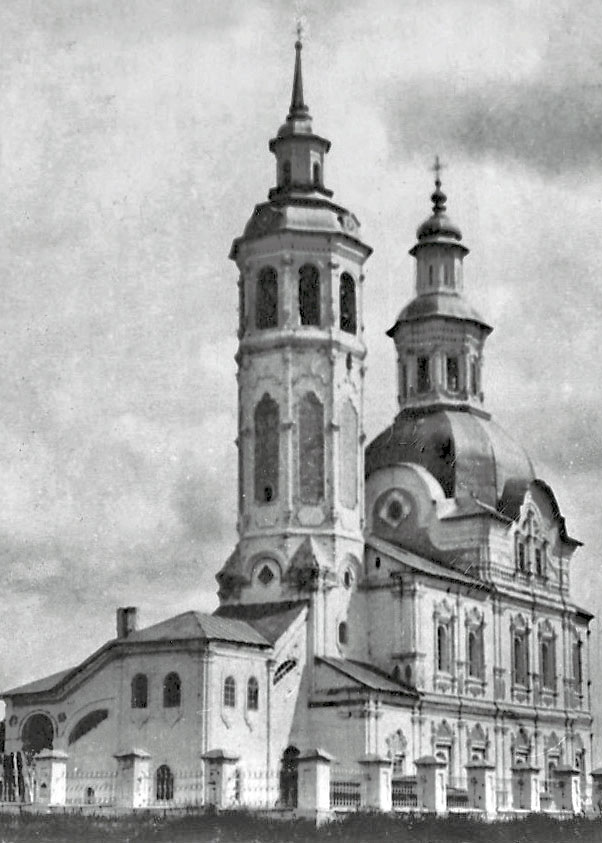
Церковь Спаса Всемилостивого, 1912 год

По преданию, в селе рос огромный старый вяз, на котором местным жителям явился лик Спасителя в виде иконы. Это и стало причиной строительства храма.
Согласно указу Вятской духовной консистории от 21 октября 1764 года за № 1513, было разрешено построить новую деревянную церковь с тем же названием и приделом в честь новоявленного святого Димитрия Ростовского. Церковь была построена в 1766 году. В 1773 году была выдана храмозданная грамота на строительство вместо деревянной Спасской церкви новой каменной церкви во имя Нерукотворённого образа Спасителя с приделом святого Димитрия Ростовского. Строительство велось на средства приходского крестьянина Ивана Леонтьевича Санникова и при поддержке других прихожан и было завершено в 1777 году. Здание церкви каменное, с каменной колокольней. В церкви два престола: верхний, холодный храм, посвящён Всемилостивому Спасу, а нижний, тёплый храм — Святителю Димитрию, митрополиту Ростовскому. Престолы были освящены: главный Спасский — 23 июня 1783 года, а придельный Димитриевский — в феврале 1766 года (согласно клировой ведомости 1814 года). В 1779 году, после постройки каменной церкви, старая деревянная церковь была перевезена на Вятское Ахтырское кладбище.
При церкви служил один священник и пономарь, проживающие в церковных домах, в казённых квартирах. Усадебная земля при церкви составляла 700 квадратных саженей, а также имелось 33 десятины пахотной и сенокосной земли. Церковный причт не получал жалованья от правительства и не имел постоянного оклада от прихожан, существуя за счёт возделывания земли, сбора урожая, различных припасов и доходов от исполнения треб. Приход состоял из крестьян, 992 мужчин и 1168 женщин, проживавших в 26 деревнях и починках. Дальние деревни находились от села на расстоянии 7-10 вёрст. Ближайшие сёла: Лубягино на востоке, в 10 вёрстах, Адышево на юге, в 12 вёрстах, и Пасегово на севере, в 7 вёрстах.
В начале XIX века храм посетила Императорская археологическая комиссия и сделала замеры (высота 15 саженей, длина — 12 саженей, а ширина — 5 саженей) отметив, что церковь представляет большой интерес и хорошо сохранилась:

Холодный храм устроен внутри крестообразно. Своды котловые в виде круговой дуги. Посреди церкви поставлены 2 четырехгранных столба. Сохранились слюдяные окна. Алтарь с одним полукружием. Теплый храм помещается в нижнем этаже, престол в нем в честь св. Димитрия Ростовского. В нем такие же своды и столбы. Стены первоначальные, сплошной кладки из продолговатого кирпича. На углах церкви и между полукружиями алтарей поставлены полуколонки, спущенные на полки; между окнами полуколонки, опирающиеся на подставки. Кровля двускатная, глава одна. В иконостасе верхнего храма все иконы старого письма и сохраняются в первоначальном виде. В церкви местночтимая икона Спасителя. Стены холодного храма расписаны живописью. Колокольня каменная в виде круглой восьмигранной башни. В церкви имеется серебряный крест с финифтяными изображениями.
В XX веке храм пришёл в упадок. В 1938 году были спилены кресты, сломан иконостас, разбиты кувалдами колокола, церковная ограда разобрана. Во время Великой Отечественной войны в храме жили военнопленные немцы. После войны на первом этаже храма стали хранить тракторы и другую сельскохозяйственную технику, а также удобрения. В начале 2000-х годов священник и братия мужской православной общины начали восстанавливать Спасский храм и совершать службы, отремонтировав помещение на первом этаже. Примерно же в это время стали собирать пожертвования для восстановления храма. В июне 2009 года в селе Вяз был воссоздан православный приход в честь Всемилостивого Спаса. Пока не назначили постоянного настоятеля, руководителем прихода был протоиерей Кирово-Чепецкого округа. 10 июня 2012 года в храме состоялась первая Божественная литургия. Это событие положило начало регулярным богослужениям.

## Современность
Сейчас в селе Вяз из старых построек сохранились только бывший дом священнослужителей и сам храм, который является архитектурной доминантой и находится в процессе реставрации. В 2017 году на звоннице были установлены колокола. Благодаря усилиям настоятеля храма, прихожан и благотворителей, был отремонтирован нижний придел. В нём проводятся богослужения; престольный праздник храма Всемилостивого Спаса в селе Вяз отмечается 1 (14) августа — Медовый Спас. Фрески в верхнем приделе храма сохранились и хорошо различимы, однако верхний придел и храмовая роспись нуждаются в восстановлении.
| - Церковь с южной стороны, 2021 год - Храм построен «кораблём» - Фреска «Воскрешение Лазаря» - Фреска «Исцеление слепорождённого» |